# Mezinárodní letiště Jin-čchuan Che-tung
Mezinárodní letiště Jin-čchuan Che-tung (čínsky v českém přepisu Jin-čchuan Che-tung kuo-ťi ťi-čchang, pchin-jinem Yínchuān Hédōng Guójì Jīchǎng, znaky zjednodušené 银川河东国际机场, tradiční 銀川河東國際機場, IATA: INC, ICAO: ZLIC) je mezinárodní letiště u Jin-čchuanu, hlavního města autonomní oblasti Ning-sia v Čínské lidové republice. Leží ve vzdálenosti přibližně pětadvaceti kilometrů jihovýchodně od centra Jin-čchuanu. Jeho jméno znamená doslova východně od řeky a vyjadřuje polohu letiště vůči toku Žluté řeky.